# RBB Fernsehen

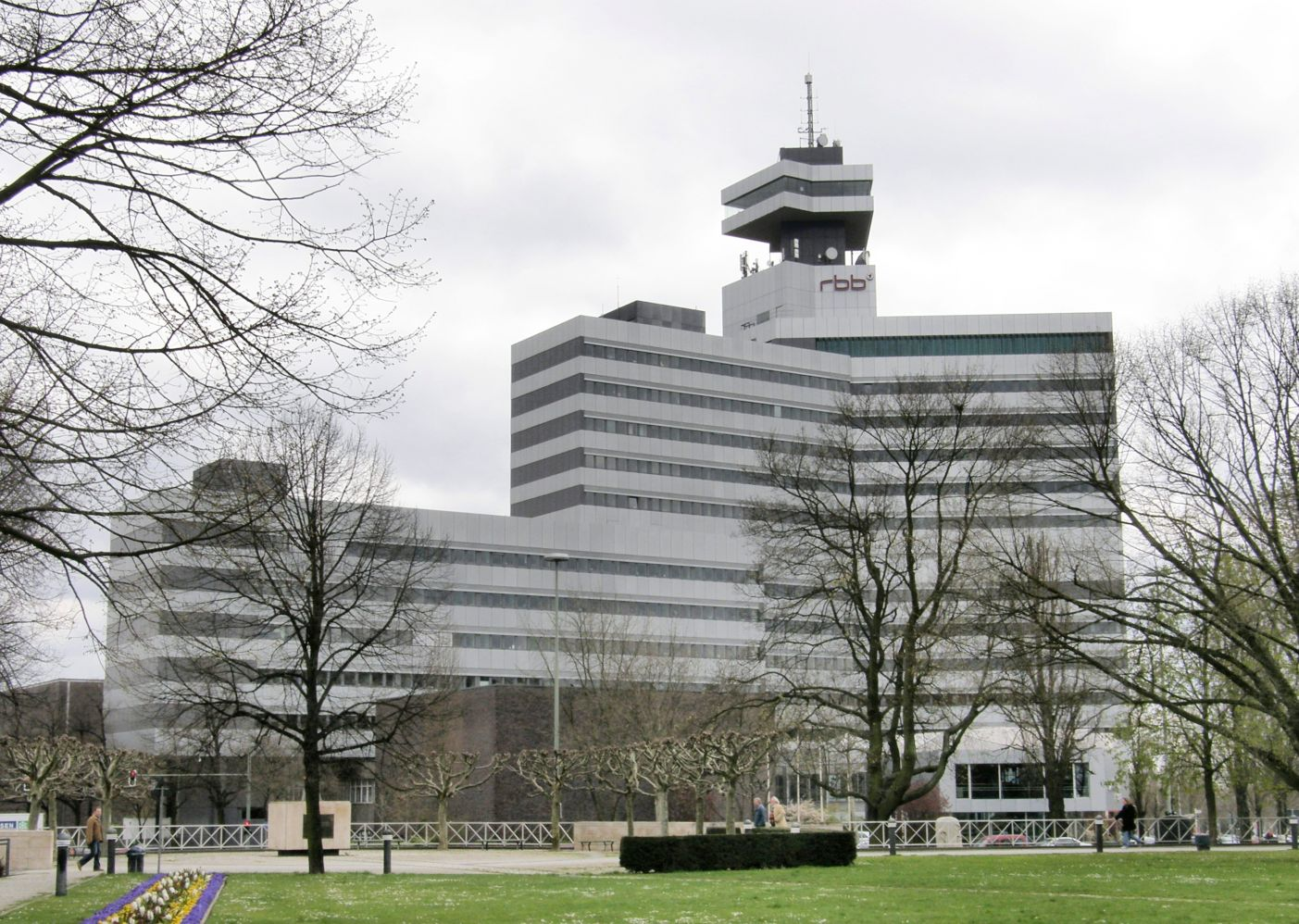
La sede de la RBB, en la plaza Theodor Heuss de Berlín

RBB Fernsehen es un canal de televisión generalista regional alemán operado por la Rundfunk Berlin-Brandenburg, organismo de derecho público procedente de la fusión de SFB 1 (antigua cadena pública de Berlín) y de ORB Fernsehen (antigua cadena pública de Brandeburgo). Tiene su sede en Berlín y en Potsdam y emite para los estados de Berlín y Brandeburgo.
Esta cadena generalista es una de las nueve "Dritten Fernsehprogramme" (literalmente "terceras cadenas") que forman parte de la ARD. Con esta denominación se conoce en Alemania a las cadenas públicas de televisión regionales.

## Historia de la cadena
RBB Fernsehen es la heredera de dos canales de televisión regionales públicos, ORB Fernsehen (operado por la empresa Ostdeutscher Rundfunk Brandenburg) y SFB 1 (operado por Sender Freies Berlin). Aunque SFB y ORB durante mucho tiempo mantenían una estrecha colaboración y se había especulado con la opción de fusionarlas, no fue hasta principios de los años 2000 cuando los gobiernos de Berlín y Brandeburgo llegaron a un acuerdo para crear un canal de televisión único para toda la metrópolis berlinesa. Fruto de ese acuerdo, ORB y SFB son fusionadas el 1 de mayo de 2003. ORB es rebautizada como RBB Brandenburg y SFB 1 como RBB Berlin. Ambas cadenas mantuvieron programaciones separadas hasta el 1 de marzo de 2004, fecha en que ambas cadenas unificaron su parrilla de programación (a excepción de algunas desconexiones específicas), formando RBB Fernsehen.

## Organización
RBB Fernsehen está asociada a la ARD (Consorcio de instituciones públicas de radiodifusión de la República Federal de Alemania), y produce algunos programas para el primer canal de televisión alemán, Das Erste.
Los estudios de la RBB Fernsehen se ubican en la sede de la Rundfunk Berlin-Brandenburg, en la plaza Theodor Heuss de Berlín.

## Programas
RBB Fernsehen basa su programación en producciones propias y emisiones procedentes de las otras cadenas pertenecientes a la ARD. La información ocupa un lugar destacado, ya sea en forma de telediarios (RBB Aktuell), magacines (Zibb), reportajes (Die RBB Reporter) o desconexiones regionales (Brandenburg Aktuell, Abendschau). También emite series, talk-shows, documentales, programas infantiles y de variedades.

## Difusión
RBB Fernsehen emite por TDT para Berlín y Brandeburgo, pero también en abierto por satélite así como en las diferentes redes de televisión por cable. También se puede captar en todo el país, y en gran parte de Europa, a través del sistema de satélites Astra.